# سانجيردي
سانجيردي هي مدينة تقع في جنوب غرب أيسلندا في شبه الجزيرة الجنوبية. وهي جزء من بلدية ساندجيرديسبير، التي تشكلت في عام 2018 عندما اندمجت مع بلدية كارور.
بدأت قرية ساندجيردي في التطور كقرية صيد في النصف الثاني من القرن التاسع عشر عندما حلت القوارب البخارية محل قوارب التجديف في الصناعة.
يلعب نادي رينير لكرة القدم في دوري الدرجة الثالثة في أيسلندا، ويشارك فريق كرة السلة الذي يحمل نفس الاسم في دوري الدرجة الثالثة لكرة السلة في أيسلندا أيضًا.
مركز سورنس للعلوم والتعلم هو متحف ومركز أبحاث مخصص للعلوم الطبيعية والموضوعات المشابهه.

ميناء ساندجيردي

## روابط خارجية
- الموقع الرسمي (بالآيسلندية)
- مزيد من المعلومات والصور عن Sandgerði على Hit Iceland